# Pierre Vincent (football)
Pour les articles homonymes, voir Pierre Vincent et Vincent.
Pierre Vincent est un footballeur français, né le 31 janvier 1932 à Ay (Marne). Il était gardien de but.
Remplaçant d'Alexandre Roszak à Sedan dans les années 1950, il a joué la finale victorieuse de la Coupe de France en 1956 avec les Sangliers, contre Troyes (3-1).

## Palmarès
- Vainqueur de la Coupe de France en 1956 avec l'UA Sedan-Torcy
- Vainqueur du Challenge des champions 1956 avec l'UA Sedan-Torcy